# Lučenec
Lučenec (în germană Lizenz, în maghiară Losonc) este un oraș din Slovacia. Localitatea se află la altitudinea de 194 m deasupra n.m., se întinde pe o suprafață de 47,79 km2 și în 2017 număra 27991 de locuitori.

## Istoric
Localitatea Lučenec este atestată documentar din 1247.

## Demografie
| An:                | 1994   | 2004   | 2014   | 2024    |
| ------------------ | ------ | ------ | ------ | ------- |
| Număr de persoane: | 29.023 | 28.039 | 28.204 | 24.661  |
| Diferență:         |        | −3,39% | +0,58% | −12,56% |

| An:                | 2023   | 2024   |
| ------------------ | ------ | ------ |
| Număr de persoane: | 25.018 | 24.661 |
| Diferență:         |        | −1,42% |